# Adelardo Rodríguez
Adelardo Rodríguez Sánchez (Badajoz, 26 de setembro de 1939) é um ex-futebolista espanhol, atuava como meio-campo.

## Carreira
Adelardo fez parte do elenco da Seleção Espanhola de Futebol da Copa do Mundo de 1962. Ele marcou um gol na derrota para o Brasil por 2-1.

## Títulos
Atlético de Madrid
- Copa Intercontinental: 1974